# Ochlocknee
Ochlocknee es un pueblo ubicado en el condado de Thomas en el estado estadounidense de Georgia. En el censo de 2000, su población era de 605.

## Demografía
En el 2000 la renta per cápita promedia del hogar era de $23,750, y el ingreso promedio para una familia era de $26,696. El ingreso per cápita para la localidad era de $10,112. Los hombres tenían un ingreso per cápita de $21,442 contra $18,750 para las mujeres.

## Geografía
Ochlocknee se encuentra ubicado en las coordenadas 30°58′31″N 84°3′20″O / 30.97528, -84.05556 (30.975409, -84.055425).
Según la Oficina del Censo, la localidad tiene un área total de 2,4 km² (0,9 mi²), de la cual 2,4 km² (0,9 mi²) es tierra y 0 km² (0 mi²) (0.00%) es agua.